# Tite Kubo
Tite Kubo  (久保 帯人?, Kubo Taito), pseudonimo di Noriaki Kubo (久保 宣章?, Kubo Noriaki; Hiroshima, 26 giugno 1977), è un fumettista giapponese, noto per essere l'autore del manga Bleach.

## Biografia
Primo di tre fratelli, nato nella prefettura di Hiroshima, in Giappone, Noriaki Kubo desiderò diventare un fumettista già dalle scuole elementari, influenzato dalla lettura di Saint Seiya - I Cavalieri dello zodiaco e così iniziò a disegnare manga durante le superiori. Il suo primo one-shot fu Ultra Unholy Hearted Machine, scritto per Weekly Shōnen Jump nel 1996. Quando era appena al terzo anno iniziò a scrivere la sua prima opera, Zombie Powder. La inviò all'annuale concorso dell'importante rivista Shōnen Jump, ma non riuscì a vincere a causa della sua scarsa esperienza. Tuttavia ricevette una telefonata da uno degli editori della rivista, che gli suggerì di lavorare su Zombie Powder assieme. Il manga fu pubblicato su Shōnen Jump nel 1999, e proseguì per quattro volumi per poi interrompersi nel 2000 dopo ventisette capitoli in quanto l'autore ebbe un grave trauma emotivo nel periodo in cui stava scrivendo la storia. Successivamente lo stesso Kubo affermò di non essere abituato alla serializzazione settimanale della testata e che avrebbe prestato più attenzione ai commenti del suo editor piuttosto che alle sue idee.
Qualche tempo dopo, nel 2001, Kubo creò un nuovo manga, chiamato Bleach. Lo sottopose a Shōnen Jump nella speranza di riuscire a pubblicarlo; tuttavia fu rigettato per alcune somiglianze con la serie Yu degli spettri. Nonostante questo, Bleach divenne piuttosto popolare in un ristretto gruppo di lettori, ma le speranze di pubblicazione restavano esili. Kubo fu scoraggiato dal rifiuto del suo manga. Tuttavia, Akira Toriyama, il celeberrimo autore di Dragon Ball, gli spedì una lettera di incoraggiamento. Questo ispirò Kubo e poco dopo, nel 2002, Bleach fu finalmente pubblicato regolarmente su Weekly Shōnen Jump, diventando immediatamente un successo internazionale, e pubblicato fino alla sua conclusione il 22 agosto 2016. Al manga fu inoltre ispirata una serie anime che conta 366 episodi. Kubo è l'autore anche dei personaggi che compaiono nell'anime, cosa estremamente rara per un mangaka. Ha inoltre affermato di non avere progetti di ulteriori lavori al momento. Tite Kubo è autore anche di alcune brevi storie, inserite nei volumi di Zombie Powder.
Nel 2018 in occasione del 50º anniversario della rivista Weekly Shōnen Jump pubblicò uno one-shot intitolato Burn the Witch. A partire dall'estate del 2020, il manga è passato da one-shot a serie regolare pubblicata sempre su Weekly Shōnen Jump. La storia è stata poi adattata anche in una serie animata composta da tre episodi e uscita in Giappone nell'autunno 2020.

## Lavori

### Storie brevi
- Ultra Unholy Hearted Machine (1996, Weekly Shōnen Jump Special, comparsa nel volume 2 di Zombie Powder)
- Urara la kokumashi (刻魔師 麗?, Kokumashi Urara) (1996, Weekly Shōnen Jump, comparsa nel volume 3 di Zombie Powder)
- Bad Shield United (1997, Weekly Shōnen Jump, comparsa nel volume 4 di Zombie Powder. Ha anche un cameo in Bleach come il film Bad Shield United 2)
- Burn the Witch (2018, Weekly Shōnen Jump)

### Serie
- Zombie Powder (1999~2000, Weekly Shōnen Jump, Shueisha, 4 volumi)
- Bleach (2001-2016, Weekly Shōnen Jump, Shueisha, 74 volumi)
- Burn the Witch (2020-in corso, Weekly Shōnen Jump, Shueisha)